# Bradley International Airport
Bradley International Airport is een luchthaven in Windsor Locks, Hartford County in de staat Connecticut van de Verenigde Staten, op 20 km ten noorden van Hartford (Connecticut) en 20 km ten zuiden van Springfield (Massachusetts). Na Logan International Airport in Boston is Bradley de tweede grootste luchthaven in New England. Het wordt uitgebaat door het Department of Transport van de staat Connecticut. Het vliegveld wordt ook gebruikt door de U.S. Air Force, die het aanduidt als Bradley Air National Guard Base. De 103rd Airlift Wing van de Connecticut Air National Guard is gebaseerd op het vliegveld. Er is ook een luchtvaartmuseum, het New England Air Museum.

## Geschiedenis
De staat Connecticut kocht in 1940 een stuk grond in Windsor Locks om er een vliegveld in te richten. In 1941 werd het terrein aan de US Army overhandigd, die het tijdens de Tweede Wereldoorlog gebruikte om gevechtspiloten te trainen. Een van hen, luitenant Eugene M. Bradley, kwam hierbij om het leven op 21 augustus 1941. Het volgende jaar werd het vliegveld hernoemd als Bradley Field om hem te eren.
In 1947 werd het vliegveld voor civiele vluchten gebruikt en werd het Bradley International Airport. In 1950 werd de kaap van de 100.000 passagiers gehaald en in 1960 die van de 500.000 passagiers per jaar.
In 1986 werd de nieuwe terminal A in gebruik genomen; het oude terminalgebouw (terminal B) is in 2010 gesloten.
Het aantal passagiers in 2008 bedroeg 6.112.979, in 2009 was dat 5.334.322 en in 2010 5.380.987.